# Марк Вайнс
Марк Вайнс (на английски: Mark Vines) е американски тенисист. 

## Биография
Марк Вайнс е роден на 23 февруари 1957 г. в Ричмънд, Вирджиния. 

## Кариера
Марк Вайнс играе в Южния методистки университет и завършва през 1979 г. Той печели една титла на сингъл на Париж Мастърс през 1981 г. Достига до 110-о място в световната ранглиста на сингъл през април 1982 г. В допълнение към победата в Париж Вайнс достига до полуфинал на двойки в същия турнир и до третия кръг на Откритото първенство на САЩ през 1981 г.

## Кариерна статистика

### Финали на сингъл (1 титли; 1 финала)
|        | П–З | Година | Турнир        | Клас     | Настилка   | Опонент      | Резултат      |
| ------ | --- | ------ | ------------- | -------- | ---------- | ------------ | ------------- |
| Победа | 1–0 | 1981   | Париж Мастърс | Гран Гри | Твърда (з) | Паскал Порте | 6–2, 6–4, 6–3 |